# Hoornwerk

Voorbeeld van een hoornwerk (3)

Een hoornwerk is een buitenwerk van een vesting. Een hoornwerk bestaat uit twee halve bastions, verbonden door een courtine, waaruit aan weerskanten een lange rechte flank naar de vesting loopt die veelal aansluit op de vestinggracht. Een hoornwerk komt ook wel als bruggenhoofd voor. Een variant op het hoornwerk is een kroonwerk; tussen de halfbastions ligt dan een heel bastion. Ook een dubbel kroonwerk is mogelijk.